# Marie-Louise Trichet
Marie Louise Trichet, F.d.L.S., známá také jako Marie-Louise de Jésus (7. května 1684, Poitiers – 28. dubna 1759, Saint-Laurent-sur-Sèvre) byla francouzská římskokatolická řeholnice, zakladatelka a členka kongregace Dcer moudrosti. Katolická církev ji uctívá jako blahoslavenou.

## Život
Narodila se dne 7. května 1684 v Poitiers, kde byla pokřtěna v kostele sv. Etienna. Její otec Julien byl soudcem v jejím rodném městě a její matka Françoise Lecocq byla hluboce věřící, stejně jako většina její rodiny. Byla čtvrtým dítětem a třetí dcerou a měla sedm sourozenců. Její mladší bratr Alexis, narozený jen o rok dříve, byl vysvěcen na kněze v roce 1710 a později zemřel poté, co se dobrovolně přihlásil, aby sloužil morem postiženým vězňům v zajateckém táboře. Nejmladší z jejích sester se později přidala k jí založené kongregaci. Ve svých sedmi letech nastoupila na internátní školu v Poitiers, kterou provozovaly řeholnice ze Společnosti Panny Marie.
V sedmnácti letech se poprvé setkala se sv. Louisem de Montfort, který byl právě jmenován kaplanem nemocnice v Poitiers. Nabídla své služby nemocnici a většinu času věnovala chudým a nemocným. Když jí bylo devatenáct, Montfort ji požádal, aby v nemocnici bydlela a mohla se tak více věnovat službě v ní. Její rodiče nebyli s tímto jejím krokem příliš spokojeni. Dne 2. února 1703 opustila svou rodinu s zasvětila se Bohu. Přijala také řeholní hábit nové ženské řeholní kongregace Dcer moudrosti, kterou spolu s Montfortem založila.
Montfort se poté stal lidovým misionářem, kdy chodil mezi chudými a učil je víře, a před svým odchodem sepsal stanovy nové kongregace. Po Montfortově odchodu zůstala sama v nemocnici, kde se další čtyři desetiletí starala o nemocné jako zdravotní sestra, zatímco od něj dostávala povzbuzující dopisy. Sloužila také chudým a žebrákům rozdávala jídlo. Jejích povinností přibývalo a od roku 1711 vedla nemocnici zcela. V roce 1714 se k ní připojila Catherine Brunet.
V roce 1715 ji a její společnice Montfort pozval do La Rochelle, kde chtěl otevřít dvě školy, pro chlapce a pro dívky, které jim následně svěřil. V roce 1716 však Montfort zemřel a v mladé řeholní komunitě zůstala pouze představená, kterou byla ona sama, tři řádové sestry a jedna novicka. Po odchodu sester se situace v nemocnici v Poitiers zhoršila a v roce 1719 ji vedení požádalo, aby se se sestrami vrátila. Ale protože se nyní jednalo o oficiálně založenou kongregaci, která mezitím získala diecézní schválení, bylo jí navrženo, aby zřídila mateřský dům přímo v nemocnici. Po přestěhování se rozhodla nezřizovat mateřský dům v nemocnici, jelikož hrozilo, že pod správou nemocnice nebude mít jí založená kongregace zajištěnou dostatečnou autonomii. Našla vhodný dům v obci Saint-Laurent-sur-Sèvre, kde poté zřídila nové sídlo své kongregace. Několik let zde musela se sestrami žít v naprosté chudobě, ale později se kongregace začala rozšiřovat o nově příchozí novicky. S pomocí jejich věn zakoupila pro kongregaci půdu, která přinášela určité příjmy. V následujících letech zřídila několik desítek nových řeholních domů. Sestry z jí založené kongregace se věnovaly návštěvám chudých, ošetřováním nemocných a bezplatné výuce dětí. Během zničujícího hladomoru v roce 1739 prosila úřady, aby přispěly na pomoc hladovým.
Když jí bylo 66 let, podnikla dlouhou cestu na koni, aby navštívila všechny řeholní domy, promluvila se sestrami a inspirovala je. Zbytek života prožila v Saint-Laurent-sur-Sèvre a už nikdy neodešla. Po pádu trpěla bolestmi a její zdraví se zhoršilo. Zemřela dne 28. dubna 1759 v Saint-Laurent-sur-Sèvre v den výročí Montfortovy smrti. Její ostatky spočívají v bazilice Saint-Louis-Marie-Grignion-de-Montfort v Saint-Laurent-sur-Sèvre.

## Úcta
Dne 10. července 1990 ji papež sv. Jan Pavel II. podepsáním dekretu o jejích hrdinských ctnostech prohlásil za ctihodnou. Dne 7. března 1992 byl uznán zázrak na její přímluvu, potřebný pro její blahořečení.
Blahořečena pak byla dne 16. května 1993 na Svatopetrském náměstí papežem sv. Janem Pavlem II.
Její památka je připomínána 28. dubna. Bývá zobrazována v řeholním oděvu. Je patronkou jí založené kongregace.